# 拉西米恩防線

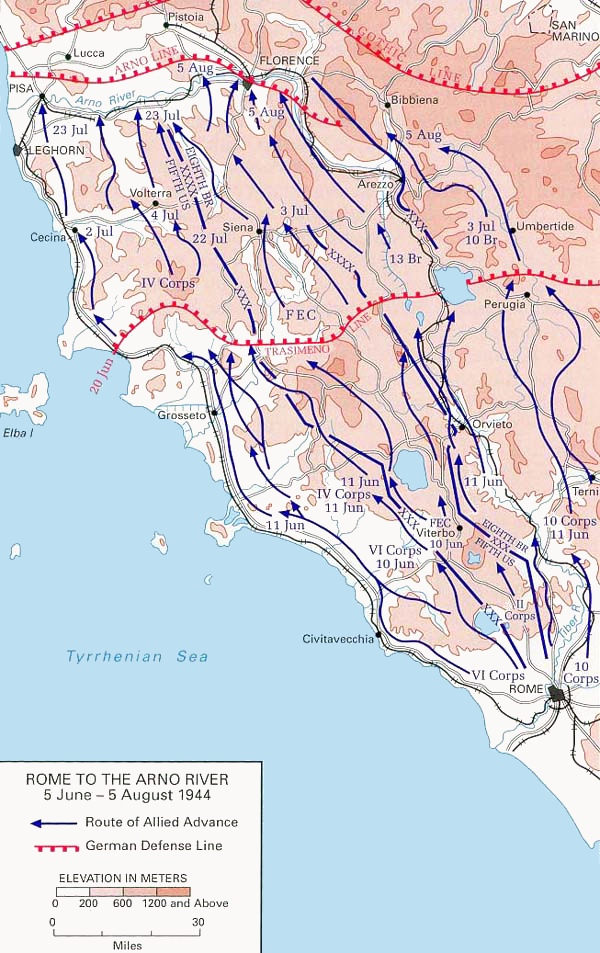
1944年，盟軍從羅馬向阿爾諾河推進

拉西米恩防線是德軍於第二次世界大戰中在義大利所建立的一條防線，它亦被叫做阿爾伯特防線，德軍在義大利的總司令阿爾貝特·凱塞林利用這防線在1944年6月中阻延盟軍在義大利向北的推進以換取更多時間將軍隊撤往哥德防線及完成防衛準備工作。

## 背景
緊接著盟軍在1944年5月在冠冕作戰中攻佔卡西諾及安其奧，盟軍在1944年6月4日攻佔了羅馬後，德國第14軍團及德國第10軍團向後撤退：第14軍團在第勒尼安海沿海而第10軍團經義大利中部及亞得里亞海沿岸，兩軍團之間有一條很大的空隙，而盟軍以平均每天10英哩的速度推進，兩軍團的側翼已受到攻擊的包圍。
羅馬被解放後2天，盟軍地中海戰區最高司令亨利·梅特蘭·威爾遜將軍命令盟軍義大利戰區司令哈羅德·亞歷山大將軍儘快向北面170英哩前進，以到達比薩到里米尼一線（即哥德防線），阻止守軍在義大利中部建立防禦。

## 戰事
當時由馬克·韋恩·克拉克將軍指揮的美國第5軍團中，美國第6軍沿海岸的1號公路北上，而美國第2軍沿2號公路進逼維泰博，在右邊，英國第8軍團中的英國第13軍正沿3號公路向特爾尼及佩魯賈進攻，同時英國第10軍沿亞得里亞海海岸前進。 
在6月4日到6月16日，當盟軍發起進攻時，阿爾伯特·凱塞林元帥對其屬下已經過度消耗的師實施了一個非凡的及非正統的調動，以填補空隙及將軍隊兩翼配置於拉西米恩防線，雖然措施非凡，但亦可能幫助了在前進中出現誤會的美國第2軍及美國第6軍（後由美國第4軍及法國遠征軍代替），英國第10軍亦前進到英國第13軍右翼，同時英國第5軍亦被波蘭第2軍代替。
在6月最後一個星期，盟軍面對拉西米恩防線，約阿西姆·勒莫勒森上將的第14軍團擁有由魯道夫·西肯紐斯中將的德國第14裝甲軍在西海岸面對美國第4軍及阿爾弗雷德·施勒姆上將的德國第1傘兵軍面對法國遠征軍，海因里希·馮·維廷霍夫上將的第10軍團擁有由特勞哥特·赫爾中將的德國第76裝甲軍面對英國第10軍及第13軍和弗伊爾·施泰因中將的德國第51山地軍在亞得里亞海海岸面對波蘭軍隊，最堅固的防守是在拉西米恩湖邊附近第13軍，其英軍第78步兵師分別於6月17日在西塔德拉皮耶韋及於6月21日在San Fatucchio與德軍爆發激戰，6月24日他們開始向北推進及與第10軍的英印第4步兵師及英印第10步兵師會合，同時德軍撤出阿雷素。
第4軍開始進展遲緩，但在7月1日亦已渡過斯納雅河及距離利禾奴只有20英哩，同時法國遠征軍在拉西米恩湖西面停止在托斯卡納河前直到6月27日德國傘兵撤走，這使盟軍在7月3日進入錫耶納。

## 附錄
1. 1 2  Muhm, German Tactics in the Italian Campaign
2. ↑  Carver p. 209
3. ↑  Carver, pp. 216-217
4. ↑  Carver, p. 217